# Carlos Barretto
Carlos António Barreto de Andrade Amaro (Estoril, 18 de julho de 1957), mais conhecido como Carlos Barretto, é um contrabaixista de jazz e artista plástico português.

## Biografia
Nascido no Estoril, em 1957, Carlos Barretto teve contacto com a música desde cedo, através do pai, que tocava guitarra e harmónica cromática, além de ser frequente em sua casa a audição de discos de espetros musicais variados, desde os clássicos , aos mais modernos músicos de jazz da altura. Aos seis anos inicia a aprendizagem da guitarra, mas é aos dez nos que inicia o estudo no Conservatório Nacional de Lisboa (piano e solfejo) passando posteriormente para o Contrabaixo, por influência das sonoridades ouvidas no Festival de Jazz de Cascais, tendo então estudado com o professor Armando Crispim, com quem concluiu o curso de música do Conservatório Nacional de Lisboa. Nesta fase, e paralelamente, frequenta a escola de Jazz do Hot Club de Portugal, onde estabelece as bases da sua relação com o Jazz e faz as primeiras experiências regulares com músicos locais deste género musical.
Mais tarde, em 1982, prosseguiu os estudos do Contrabaixo, com o conceituado instrumentista e professor Ludwig Streischer, na Academia Superior de Música de Viena, em Viena de Áustria, onde residiu entre 1982 e 1984. Nesta cidade teve oportunidade de prosseguir o seu envolvimento com o jazz, tocando com musicos como Fritz Pauer (músico regular de Art Farmer), Joris Dudli e Christian Radovan (ambos da Vienna Art Orchestra).
No seu regresso a Lisboa, toca profissionalmente na Orquestra Sinfónica da RDP, e em vários projectos de música popular portuguesa, e inicia a profissionalização na área Jazz, tocando com músicos nacionais de jazz como Mário Laginha, Bernardo Sassetti, Mário Delgado, José Salgueiro, Carlos Martins (músico) e Mário Barreiros.
No entanto, a pequena dimensão e as limitações do meio musical do jazz profissional em Portugal, nessa altura, levam-no em 1984 a fixar-se em Paris, França, onde opta definitivamente pela carreira profissional no jazz e na música improvisada. Com base nesta cidade atuou em clubes de Jazz como o New Morning, o Magnetic Terrasse, Petit Journal Montparnasse, La Villa, Bilboquet, Dunois, etc., em conjunto com músicos de primeiro plano como Steve Grossman, Steve Lacy, Steve Potts, Barry Altschul, Aldo Romano, Hal Singer, Alain Jean Marie, George Brown, Michel Graillier, entre muitos outros, e percorreu vários dos festivais do circuito francês, nomeadamente Coutances (Jazz sous les Pommiers), Jazz à Vienne, Jazz à Marciac, Radio France (Paris , Montpellier), Festival de Calvi (Córsega), Banlieues Bleues (Paris), Nantes, Perpignan, Limoges, etc., nos quais atuou com músicos como Horace Parlan, Tony Scott, Lee Konitz, Glenn Ferris, Siegfried Kessler e John Betsch.
Em 1990, Carlos Barretto gravou na Bélgica um CD ao vivo com Mal Waldron, ao qual se seguiu uma série de concertos em várias cidades europeias. Destacam-se, nesta altura, os concertos para as rádios e televisão, como por exemplo para a Radio-France, com Mal Waldron, Richard Raux, François Chassagnite, Jeff Sicard, para a France-Inter com "Lee Konitz, Carlos Barretto Quartet" e para a TV-M6 com Horace Parlan, Tony Scott e John Betsch. A sua estadia em França proporciona ainda a oportunidade de participar em vários grupos e formações de jazz noutros países, como Suíça, Holanda, Alemanha, Bélgica, Espanha, Andorra, Itália, Hungria e Áustria.
Em 1993 Barretto regressa a Portugal, forma o seu próprio grupo "Carlos Barretto Quintet", que incluía Perico Sambeat, François Théberge, Bernardo Sassetti e Mário Barreiros e começa a lecionar na Escola de Jazz do Hot Club de Portugal, base a partir da qual toca em vários concertos e festivais de Jazz, destacando-se o Festival Europeu do Porto, a Fundação de Serralves, o Centro Cultural de Belém, os Encontros de Jazz em Évora, o Festival Jazz em Lisboa, o Festival de Jazz de Guimarães, além dos concertos regulares no Hot Club de Portugal, de que se salientam os concertos com Lee Konitz, John Stubblefield, George Cables, Lynne Arrialee, Cindy Blackman e com a sua própria formação.
Com a sua formação "Carlos Barretto Quintet", grava o CD ‘Impressões’(Movieplay)(1993), que resulta em vários concertos em Portugal, Espanha, França e Suiça. No ano seguinte, 1994, grava o CD ‘Alone Together’ (Groove - Movieplay) com o ‘George Cables Trio’. Nesta fase Carlos Barretto esteve presente em Espanha, Angola, Cabo Verde, Argentina e Marrocos, com o seu quinteto ou integrando formações de outros músicos.
Em 1996 grava ‘Going Up’ (Challenge - Dargil.), com um quinteto renovado (Bob Sands, Perico Sambeat, Albert Bover, e Philippe Soirat) e o disco é considerado o melhor CD do ano (1996) em Portugal e distinguido com o Prémio Villas Boas da Câmara Municipal de Cascais, dando origem a vários concertos e participações nos festivais internacionais do Porto, Acarte (Lisboa), Seixal, Loulé, Guarda, Madrid e Barcelona. Carlos Barretto ainda participou na gravação de ‘Passagem’ de Carlos Martins (Enja - com Cindy Backman e Bernardo Sassetti)(1996).
Durante o ano de 1997, Carlos Barretto acompanha Art Farmer, Brad Mehldau, Kirk Lightsey, Don Moye, Gary Bartz e Joe Chambers, em Espanha, França e Inglaterra, onde também atua em nome próprio. É deste ano o album ‘Jumpstart’ (Fresh Sound), que grava com o Quarteto de Bob Sands.
Ainda em 1997 e com o objectivo de experimentar outras sonoridades, junta-se a José Salgueiro e Mário Delgado, e forma o grupo "Suite da Terra", que perdura até à atualidade. Este trio ganha mais tarde o nome "Lokomotiv", pelo qual é conhecido hoje. É, porém, apenas no ano seguinte que este trio de Carlos Barretto grava o CD ‘Suite da Terra’ (BAB - Dargil) um disco experimental, de fusão entre vários estilos, desde a música tradicional portuguesa, o Jazz e o Rock,  sendo ainda permeável às influências africanas e orientais. Este disco é lançado em Maio de 1998, seguido da tournée de apresentação, e que terminou em vários espectáculos na "Expo 98" bem como a realização de uma série de concertos em Macau.
Carlos Barretto compôs a peça ‘Os Seis Sentidos’, para dança, integrado no espectáculo ‘Quadrofonia do Tempo’ - com Bernardo Sassetti, Carlos Martins e Laurent Filipe, apresentado no "Festival dos 100 Dias", na  "Expo 98". A coreografia foi de Ana Rita Barata e Peter Michael Dietz.
O CD ‘Olhar’ (Up Beat), de 1999 é gravado com Bernardo Sassetti, Mário Barreiros e Perico Sambeat, formação a que dá o nome de Quarteto Carlos Barretto, seguindo-se ao seu lançamento, uma série de concertos de apresentação por todo o país. Mais uma vez, um CD de Carlos Barretto foi considerado pela imprensa portuguesa um dos melhores CD’s de jazz do ano.
Em 2000, e voltando ao seu trio "Lokomotiv", gravou ‘Silêncios’(Foco Musical), ao mesmo tempo que prosseguem, por todo o país e por Espanha, os concertos com o quarteto, participando ainda no programa "Unifonia" com apresentações nas universidades portuguesas.
Aproveitando também o seu gosto pela pintura, que até aí tinha cultivado não profissionalmente, Carlos Barretto apresentou o projecto «Solo Pictórico», que une a sua música e pintura originais, apresentando-o em vários espectáculos e gravando o CD com o mesmo nome, em 2002. Barretto continua até hoje a apresentar espetáculos em que incorpora a sua pintura e a sua música, num produto único e coerente.
Os seus trabalhos em estúdio, e como resultado da sua relação com a dinâmica editora Clean Feed, Carlos Barretto lança ainda Radio Song (CBTM/Clean Feed) em 2002 e Lokomotiv (Clean Feed) em 2003, este último do seu trio, agora finalmente designado com o nome "Lokomotiv" e adicionado de François Cournloup.
Na vertente pedagógica Barretto dirige vários workshops, nos quais leva a cabo um programa de descoberta de novos instrumentistas. Entretanto prossegue a sua atividade criativa, com a produção de obras originais para ensembles de contrabaixo.
Entre os trabalhos mais recentes, conta-se o CD Labirintos (Edição Clean Feed) de 2010.
Barretto mantém ativos vários projetos musicais, nomeadamente o "Quarteto Carlos Barreto", o projecto "Lokomotiv", as suas atuações a solo, e o projeto "Solo Pictórico" em que incorpora música e pintura.
Em 2014, inserido nas Comemorações do Mandela International Day, promovido pela Embaixada da África do Sul, coordena a construção de um retrato do activista com tampas de plástico, com a participação da população local.
Carlos Barretto é irmão da cantora portuguesa Filomena Amaro.

## Estilo
Estilisticamente Barretto passou de um Neo-Bop ou Post-Bob (claro nas primeiras fases), para um estilo mais próximo do jazz europeu contemporâneo, fases estas que se evidenciam nos seus espectáculos. Apresenta também um vertente experimentalista, quase avant-garde, que se manifesta, por exemplo, no grupo "Lokomotiv" em que a musica é mais intrincada e complexa principalmente pela interacção entre os três músicos.
Quando em actuações a solo predomina um tom mais intimista e lirico, mas contra o que é usual nos baixistas de jazz, Barretto recorre frequentemente ao uso do arco, com mestria e desenvoltura, criando paisagens sonoras diversas das usuais no jazz main-stream.

## Discografia
- Impressões (Groove/Movieplay) / 1994[3]
- Going up (Challenge) / 1996[3]
- Suite da Terra ("Lokomotiv") (Bab/Dargil) / 1998[3]
- Olhar (Up Beat) /1999[3]
- Silêncios ("Lokomotiv") (Foco Musical) / 2000[3]
- Radio Song (CBTM/Clean Feed) / 2002[3]
- Solo Pictórico (CBTM) / 2002[3]
- Lokomotiv ("Lokomotiv") (Clean Feed) / 2003[3]
- Labirintos ("Lokomotiv") (Clean Feed) / 2010[3]

### Colaborações
- Mal Waldron / Thierry Bruneau Quartet –  "Serene" (Serene) / 1991[3]
- George Cables Trio – "Alone Together" (Groove/Movieplay) / 1995[3]
- Carlos Martins – "Passagem" (Enja) / 1998[3]
- Bob Sands – "Jumpstart" (Fresh Sound) / 1999[3]
- Carlos Martins – "Sempre" (Emi/VC) / 1999[3]
- Mário Delgado – "Filactera" (Clean Feed) / 2002[3]
- Bernardo Sassetti – "Nocturno" (Clean Feed) / 2002[3]
- Afonso Pais  – "Terra Nova" (Clean Feed) / 2004[3]
- Bernardo Sassetti – "Ascent" (Clean Feed) / 2005[3]
- Ethan Winogrand – "Tangled Tango" (Clean Feed) / 2007[3]
- Miguel Martins – "The Newcomer" (Klimax Records) / 2008[3]
- Afonso Pais – “Subsequências” (Enja) / 2008[3]
- Jorge Moniz – “Deambulações” / 2010[3]
- Bernardo Sassetti Trio – “Motion” (Clean Feed) / 2010[3]